# Kapsabet
Kapsabet est une ville de la province de la Vallée du Rift au Kenya. Elle est la capitale du District du Nandi.
Selon le recensement de 1999, la municipalité de Kapsabet comprend une population de 17 918 habitants pour sa partie urbaine sur un total de 64 830.
Cette ville est connue pour les athlètes kényan qui y ont vu le jour. Parmi ceux-ci, on peut citer Peter Rono, Wilfred Bungei, Julius Sang, Reuben Kosgei et le naturalisé américain Bernard Lagat.